# Nomenclature des gènes de levure
 (février 2025).
- Si vous ne connaissez pas le sujet, laissez ce bandeau (vous pouvez alors contacter les auteurs).
- Si vous supprimez le contenu mis en cause (vous pouvez préalablement contacter les auteurs),

argumentez précisément cette suppression dans la page de discussion
(un manque de référence n'est pas un argument ; une recherche réelle de référence doit avoir été effectuée, être formellement documentée).
Le nom des gènes de levure contient 3 lettres et jusqu’à 3 chiffres : RHO1, RAD21… Le choix de ces 3 lettres est souvent lié à la fonction du gène.

## Choix des lettres

### Gène sauvage
Le gène sauvage est écrit en majuscule et en italique : RHO1, RAD21.

### Gène à mutation récessive
Les gènes portant une mutation récessive sont écrits en minuscule et en italique : rho1, rad21.

### Allèles mutants
Les allèles mutants sont représentés par un tiret et un nombre : rho1-23, rad21-456.

### Protéine
Le produit d’un gène (la protéine) est écrit avec une lettre majuscule suivie de deux minuscules sans italique. Un p est souvent ajouté à la fin : Rho1p, Rad21p

### Autres
Enfin, de nombreux gènes identifiés lors du séquençage du génome restent sans fonction connue. Ils sont nommés YDR518C, YML016W..., avec:
- Y pour yeast
- La deuxième lettre désigne le chromosome (D=IV, M=XIII....)
- L ou R désigne le bras droit (Right) ou gauche (Left) du chromosome.
- Les trois chiffres correspondent au n° du cadre de lecture ouvert (ORF) compté à partir du centromère.
- C et W indiquent si l’ORF est transcrite sur le brin Crick ou Watson